# Cracked Actor
Cracked Actor (с англ. — «Накокаиненный актёр») — 53-минутный документальный телевизионный фильм о рок-звезде Дэвиде Боуи, снятый режиссёром Аланом Йентобом в 1974 году. Съёмки проходили в период, когда музыкант находился на волне популярности и коммерческого успеха, после выхода культовых пластинок The Rise and Fall of Ziggy Stardust and the Spiders From Mars и Aladdin Sane. Артист начал злоупотреблять кокаином, и документальные кадры стали подтверждением этого печального факта, показав хрупкое психическое состояние Боуи в этот период. Фильм снимался по заказу Би-би-си для цикла документальных передач BBC Omnibus, и впервые был показан на телеканале BBC2 26 января 1975 года.
Лента демонстрирует Боуи во время гастролей в Лос-Анджелесе, используя смесь документальной съёмки — в лимузинах, отелях и на сцене. Большинство концертных кадров снято во время шоу в лос-анджелесском Universal Amphitheatre — 2 сентября 1974 года. В фильме также присутствуют кадры из концертного фильма Донна Алана Пеннебейкера «Ziggy Stardust and the Spiders from Mars», который был снят в лондонском Hammersmith Odeon 3 июля 1973 года, а также из некоторых других шоу текущего гастрольного тура. «Cracked Actor» также примечателен тем, что является одним из немногих сохранившихся источников задокументировавших выступления музыканта во время его амбициозного турне Diamond Dogs.
Первоначально фильм должен был называться «The Collector», ссылаясь на высказывание Боуи, который в интервью Расселу Харти, годом ранее, описал себя как «коллекционер акцентов» (англ. a collector of accents). Йентобу и его команде поставили задачу задокументировать нашумевший тур Diamond Dogs, который находился в самом разгаре, когда они начали снимать. Место действия документального фильма, главным образом было сосредоточено в Голливуде и Лос-Анджелесе, но были и концертные кадры, снятые в Филадельфии. В фильме демонстрирются концертные версии некоторых песен , в том числе «Space Oddity», «Cracked Actor», «Sweet Things/Candidate», «Moonage Daydream», «The Width of a Circle», «Aladdin Sane», «Time», «Diamond Dogs» и «John, I’m Only Dancing (Again)».